# Aniselytron treutleri
Aniselytron treutleri là một loài thực vật có hoa trong họ Hòa thảo. Loài này được (Kuntze) Soják mô tả khoa học đầu tiên năm 1980.